# Богдан, Йон
Богдан Йон (рум. Ionică Bogdan; 6 марта 1915, Бухарест, Румыния — 10 июня 1992) — румынский футболист, нападающий. Выступал за сборную Румынии, участвовал в Чемпионате мира по футболу 1938.

## Клубная карьера
Начал карьеру в молодежной команде «Униря Триколор» из Бухареста. В 1933 году дебютировал во взрослом футболе. Всего провел 43 матча за «Униря Триколор», в которых забил 23 гола.

В 1935 перешел в «Рапид» из Бухареста, в котором выступал до 1946 года.

В 1946—1947 годах числился в составе венгерского МТК, за который не провел ни одного официального матча.
В 1947 перешел в итальянский «Бари», в котором в 1948 году завершил карьеру.

## Международная карьера
Дебютировал за национальную сборную 7 июля 1937 года в товарищеском матче против сборной Литвы, в дебютном матче забил свой первый гол за сборную.

Играл со сборной Кубы в 1/8 финала на чемпионате мира 1938.

Завершил выступления за сборную после матча с Хорватией 11 октября 1942, в котором забил последний гол за сборную.

## Награды

### Как игрок
- Кубок Румынии
- Победитель (6): 1937, 1938, 1939, 1940, 1941, 1942.

#### Индивидуальные
Является лучшим бомбардиром чемпионата Румынии в сезоне 1940/41.

### Как тренер
Аль-Шабиба
- Чемпионат Ливана
- Победитель (1): 1966—1967

Расинг
- Чемпионат Ливана
- Победитель (1): 1969—1970